# Международный аэропорт имени Роберта Мугабе
Международный аэропорт имени Роберта Габриэля Мугабе (англ. Robert Gabriel Mugabe International Airport) (ИАТА: HRE, ИКАО: FVRG), (ранее Международный аэропорт Хараре) — международный аэропорт, расположенный в Хараре, столице Зимбабве. Это крупнейший аэропорт в стране. Он также служит базой Air Zimbabwe. Аэропорт находится в ведении Управления гражданской авиации Зимбабве. Первоначально назывался Аэропортом Солсбери.

## История
Аэропорт был введен в эксплуатацию в 1956 г. и официально открыт 5 февраля 1957 г. Строительство аэропорта Солсбери обошлось в 924 000 фунтов стерлингов. Согласно отчету директора гражданской авиации за 1950 год, первоначальный городской аэродром — аэропорт Бельведер слишком устарел и от него пришлось отказаться по следующим причинам:
- взлетно-посадочная полоса была смещена примерно на 45°, из-за чего приближающимся самолетам приходилось входить через брешь в Уоррен-Хиллз;
- из-за перекоса самолеты были вынуждены взлетать над центром города, что создавало реальную опасность аварий;
- растущее количество высотных зданий в городе, особенно Милтон-билдинг, создавало опасность для самолетов;
- аэропорт Бельведер был построен для размещения летной школы Королевских ВВС, поэтому планировка и дизайн зданий не подходили для коммерческой авиации.

Необходимо было найти место для строительства аэропорта, который был бы более безопасным и более подходящим для коммерческой деятельности.
В январе 1947 года правительство Южной Родезии учредило совет по аэродромам Южной Родезии, задачей которого было консультирование правительства по вопросам выбора, приобретения, строительства и обслуживания государственных аэродромов и посадочных площадок в Южной Родезии. В том же году была сформирована группа по строительству аэродромов для проведения обширных поисков подходящего места для национального аэропорта.
В 1949 году правительство приобрело землю ферм Кентукки и Адэр площадью  2700 акров к востоку от Солсбери для строительства нового аэропорта. Тогда же министр горнодобывающей промышленности и транспорта создал группу по аэропорту для координации его строительства. В состав группы вошли представители заинтересованных государственных ведомств, муниципалитета Солсбери и Rhodesia Railways.
В 1951 году правительство объявило, что аэропорт будет развиваться как аэродром совместного использования как для гражданской авиации, так и для ВВС Южной Родезии. Вскоре после этого началось строительство аэропорта, к сентябрю 1951 года была построена взлетно-посадочная полоса длиной 4,725 метров, что позволило принять первый самолет в аэропорту.
Первоначально предполагалось, что строительство будет завершено к 1954 году. Однако оно было завершено только через два года, потому что в октябре 1952 года у правительства закончились средства, и ему пришлось временно приостановить работы. Новый аэропорт Солсбери был окончательно введен в эксплуатацию 1 июля 1956 года правительством Родезии и Ньясаленда. Стоимость строительства аэропорта составила 924 000 фунтов стерлингов.
18 апреля 1980 года Южная Родезия была официально переименована в Зимбабве после обретения независимости от Великобритании.
В результате внутриполитических конфликтов с 2000 года наблюдалось снижение числа туристов в Зимбабве. Страну обслуживают только две неафриканские авиакомпании Emirates и Qatar Airways. British Airways, KLM, Lufthansa, Swissair, Qantas и Air France прекратили рейсы в Хараре после многих лет работы из-за существенного снижения пассажиропотока.
9 ноября 2017 года международному аэропорту Хараре было официально присвоено имя второго президента Зимбабве Роберта Мугабе. Многие зимбабвийцы восприняли это негативно, считая, что слишком много мест в стране уже были переименованы в честь Мугабе.

## Характеристики
Air Rhodesia открыла свою штаб-квартиру в аэропорту в 1967 году, с момента обретения Зимбабве независимости в 1980 году преемница Air Rhodesia — Air Zimbabwe открыла свой офис там же. На 3 этаже аэропорта расположен головной офис Управления гражданской авиации Зимбабве.
В августе 2018 года компания Boeing объявила, что ведет переговоры с властями Зимбабве о создании регионального хаба по оказанию обучения и экспертных технических услуг для самолетов Boeing в аэропорту.

## Авиакомпании и направления
↑  Рейсы в Кигали и из него делают остановку в Хараре. Авиакомпания имеет право брать пассажиров на отрезке между Хараре и Кейптауном.

## Пассажиропоток
Данные из запроса в Викиданные.

## Авиакатастрофы и происшествия
- В июле 1984 года Vickers Viscount авиакомпании Air Zimbabwe был поврежден и не подлежал экономическому ремонту в результате аварии на земле. В результате он был списан и передан пожарной службе аэропорта для использования в качестве учебного пособия[15][16].
- 20 сентября 1987 года Douglas C-47A авиакомпании Crest Breeders разбился вскоре после взлета из-за потери мощности правого двигателя. Самолет выполнял грузовой рейс. Все три члена экипажа выжили[17].
- 3 ноября 2009 г. самолет Air Zimbabwe Xian MA60 при взлете сбил пять бородавочников. Взлет был прерван, но шасси разрушилось, что привело к значительным повреждениям самолета[18].